# Ctenogobiops maculosus
Ctenogobiops maculosus är en fiskart som först beskrevs av Fourmanoir, 1955.  Ctenogobiops maculosus ingår i släktet Ctenogobiops och familjen smörbultsfiskar. Inga underarter finns listade i Catalogue of Life.